# Putlitz
Putlitz ist eine Stadt im nordwestlichen Brandenburg im Landkreis Prignitz. Sie ist Sitz des Amtes Putlitz-Berge, dem auch die Gemeinden Berge, Gülitz-Reetz, Pirow und Triglitz angehören.

## Geografie
Putlitz liegt im Norden der Prignitz an der Stepenitz. Im Bereich der Gemeinde liegen das Naturschutzgebiet Putlitzer Hainholz und Teile der Naturschutzgebiete Stepenitz und Marienfließ sowie Teile des FFH-Gebietes Mathildenhofer See.

## Stadtgliederung
Zur Stadt Putlitz gehören folgende Ortsteile, bewohnte Gemeindeteile und Wohnplätze:
- Laaske mit dem bewohnten Gemeindeteil Jakobsdorf
- Lockstädt
- Lütkendorf
- Mansfeld
- Nettelbeck mit dem bewohnten Gemeindeteil Krumbeck und dem Wohnplatz Ritt Utt
- Porep
- Putlitz mit dem bewohnten Gemeindeteil Karlshof und den Wohnplätzen Hochheim, Konikow, Röskendorf, Stadtheide und Zieskenbachmühle
- Sagast mit dem bewohnten Gemeindeteil Neu Sagast und dem Wohnplatz Steinfeld
- Telschow-Weitgendorf mit den bewohnten Gemeindeteilen Telschow und Weitgendorf und dem Wohnplatz Weitgendorf-Ausbau

Es handelt sich hierbei um ehemals selbstständige Gemeinden, die am 31. Dezember 2001 nach Putlitz eingemeindet wurden.

## Name der Stadt
Der Name Putlitz stammt aus dem Slawischen. Er setzt sich zusammen aus der Präposition po (an, bei), dem Substantiv uta (Wasser, großes Wasser) – diese Bestandteile sind zu einer Silbe zusammengezogen – sowie dem Substantiv litz (Dorf) und bedeutet demnach so viel wie Dorf am großen Wasser, Großwasserdorf.

## Geschichte

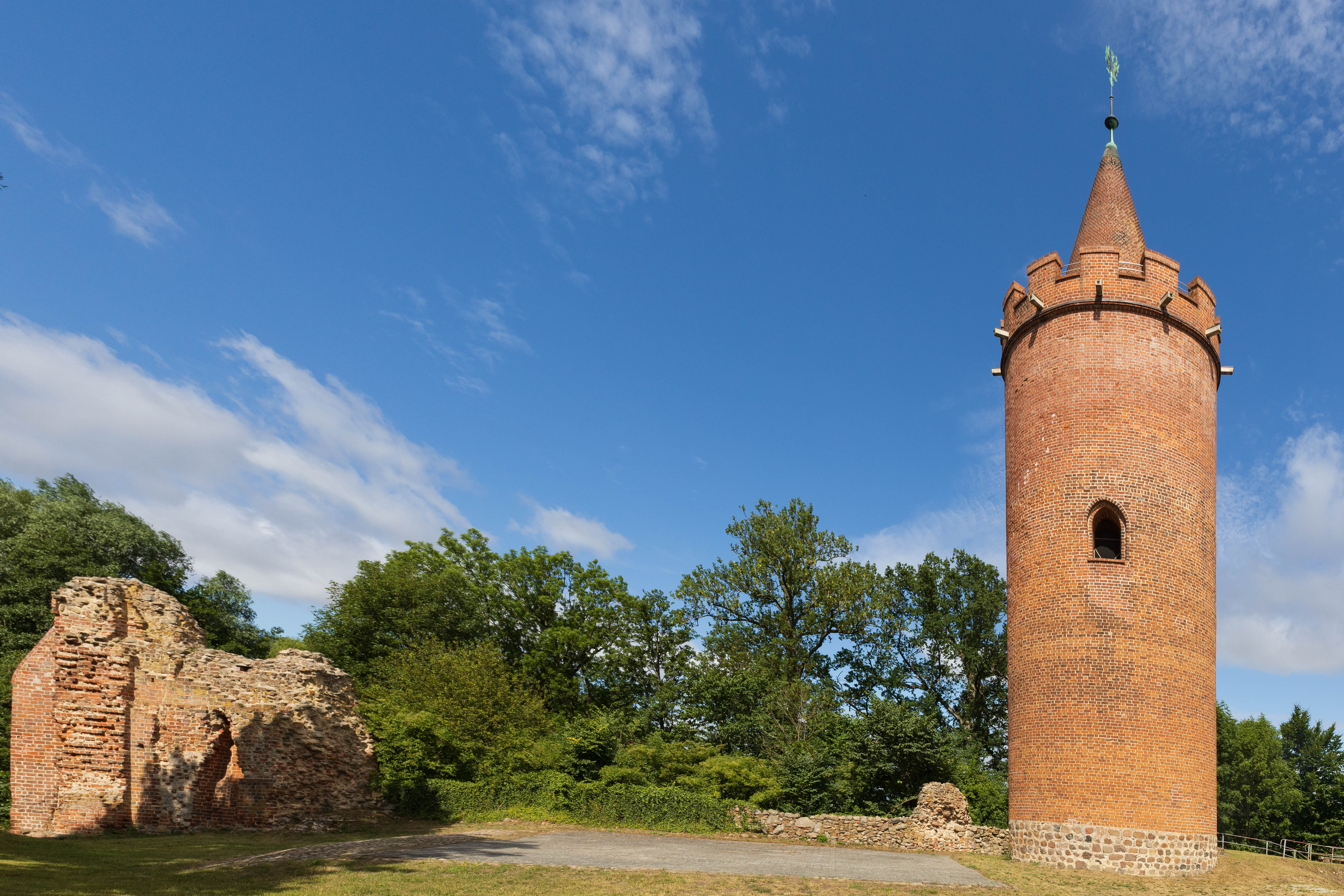
Bergfried und Reste der Burg Putlitz

Die Stadt Putlitz gehört zu den ältesten Städten der Prignitz.
Die erste urkundliche Erwähnung einer slawischen Burg gab es bereits 946, wobei die Echtheit dieser Urkunde umstritten ist (s. Stiftungsurkunde des Bistums Havelberg). König Otto I. stattete das von ihm begründete Bistum Havelberg u. a. mit Burg und Burgbezirk Pochlustin aus. Nach dem Wendenkreuzzug von 1147 wurde 1179 der Ritter Johannes Gans aus der Altmark mit der Burg und den Ländereien belehnt, seither gilt Putlitz als Stammsitz des mächtigsten Zweiges der Familie Gans mit dem eher seltenen Sondertitel der Edlen Herren. Die Familie gilt auch als Gründer der Stadt Putlitz, welche zunächst aber eher als eine dörfliche Siedlung neben der Burg existierte. Bis zur Reformation war der Bischof von Havelberg Territorial- und Oberlehnsherr der Herrschaft (Terra) Putlitz, die damit im Gegensatz zu anderen Prignitzstädten Mediatstadt war. 1259 wird Putlitz als Pfarrort erwähnt. 1543 erhielt die Stadt das Marktrecht. In der Geschichte der Stadt gab es mehrere große Brände. Im Jahr 1638 wurde die Stadt durch ein Feuer vollkommen zerstört und war anschließend auch als Folge des Dreißigjährigen Krieges für einige Jahre unbewohnt. 1652 kam es durch Neusiedler aus Sachsen, Hannover und Holstein zu einem Neuanfang. Im Jahr 1700 lebten wieder circa 600 Menschen in Putlitz, 1718 wurde die letzte Hinrichtung vollzogen. 1734 entstand eine Schule. 1885 gab es laut Meyers Konversations-Lexikon 1852 evangelische Einwohner. Am 4. Juni 1896 wurde die Bahnstrecke von Pritzwalk nach Putlitz eröffnet, es folgte im Jahr 1911 die Kreisringbahn Putlitz–Berge–(Perleberg) und 1912 die Verbindung Putlitz–Suckow. Die Strecke von Putlitz nach Berge wird seit 1969, die nach Suckow seit 1980 und die nach Pritzwalk seit 2016 nicht mehr bedient.
Bis 1898 war Putlitz Gerichtssitz, danach fanden im Rathaus noch mehrere Gerichtstage im Jahr statt.
Zu Beginn des 20. Jahrhunderts verwüsteten wieder mehrere Brände die Stadt, so dass man seither auf die Errichtung von Fachwerkhäusern verzichtete. Seit 1921 gibt es in Putlitz elektrischen Strom. 1926 wurde die Badeanstalt eingeweiht und 1962 das Wasserwerk eröffnet. Seit 1995 ist Putlitz an das Erdgasnetz angeschlossen. 2010 bekam die Kirche ihre Kirchturmspitze wieder.
Im Jahr 2010 wurde die Friedenseiche vor dem Rathaus, der größte Baum der Stadt gefällt, was zahlreiche Proteste nach sich zog.
Putlitz gehörte seit 1817 zum Kreis Westprignitz in der Provinz Brandenburg und ab 1952 zum Kreis Pritzwalk im DDR-Bezirk Potsdam. Seit 1993 liegt die Stadt im brandenburgischen Landkreis Prignitz.

## Bevölkerungsentwicklung
| Jahr | Einwohner |
| ---- | --------- |
| 1875 | 2 160     |
| 1890 | 1 935     |
| 1910 | 2 065     |
| 1925 | 2 095     |
| 1933 | 2 162     |
| 1939 | 2 069     |

| Jahr | Einwohner |
| ---- | --------- |
| 1946 | 2 763     |
| 1950 | 2 873     |
| 1964 | 2 337     |
| 1971 | 2 388     |
| 1981 | 2 179     |
| 1985 | 2 130     |

| Jahr | Einwohner |
| ---- | --------- |
| 1990 | 2 114     |
| 1995 | 1 981     |
| 2000 | 1 857     |
| 2005 | 3 068     |
| 2010 | 2 780     |
| 2015 | 2 737     |

| Jahr | Einwohner |
| ---- | --------- |
| 2020 | 2 654     |
| 2021 | 2 633     |
| 2022 | 2 598     |
| 2023 | 2 563     |
| 2024 | 2 566     |

Gebietsstand des jeweiligen Jahres, Einwohnerzahl: Stand 31. Dezember (ab 1991), ab 2011 auf Basis des Zensus 2011, ab 2022 auf Basis des Zensus 2022

## Politik

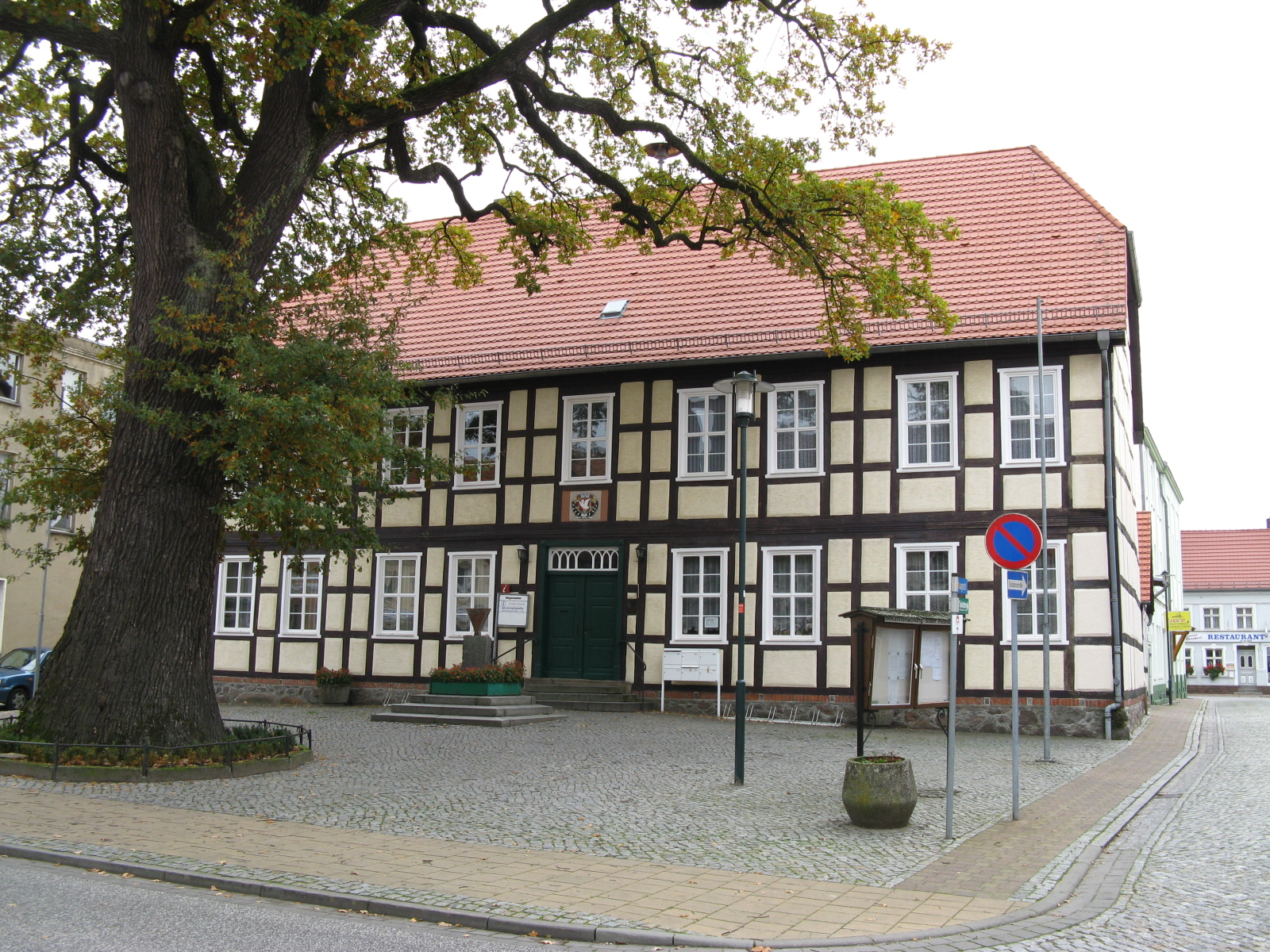
Rathaus

### Stadtverordnetenversammlung
Die Stadtverordnetenversammlung von Putlitz besteht aus 16 Stadtverordneten und dem ehrenamtlichen Bürgermeister. Die Kommunalwahl am 9. Juni 2024 führte bei einer Wahlbeteiligung von 64,2 % zu folgendem Ergebnis:
| Partei / Wählergruppe            | Stimmenanteil 2019 | Sitze 2019 |  | Stimmenanteil 2024 | Sitze 2024 |
| -------------------------------- | ------------------ | ---------- |  | ------------------ | ---------- |
| Bürger für Stadt und Land (BSL)  | 56,7 %             | 9          |  | 51,8 %             | 9          |
| Freie Wählergemeinschaft Putlitz | 22,6 %             | 4          |  | 20,7 %             | 3          |
| Wir für Putlitz                  | –                  | –          |  | 10,8 %             | 2          |
| CDU                              | 10,9 %             | 2          |  | 08,4 %             | 1          |
| Die Linke                        | 09,7 %             | 1          |  | 05,8 %             | 1          |
| Einzelbewerberin Margrit Friese  | –                  | –          |  | 02,6 %             | –          |
| Insgesamt                        | 100 %              | 16         |  | 100 %              | 16         |

### Bürgermeister
- 1997–2019: Bernd Dannemann[13]
- seit 2019: Udo Burzyk

Burzyk wurde in der Bürgermeisterwahl am 9. Juni 2024 ohne Gegenkandidat mit 71,9 % der gültigen Stimmen wiedergewählt. Seine Amtszeit beträgt fünf Jahre.

### Wappen

Wappen Gans zu Putlitz mit Mauerkrone

| Wappen von Putlitz | Blasonierung: „In Rot auf grünem Boden eine flugbereite gold-bewehrte silberne Gans.“ |
| Wappen von Putlitz | Das Wappen wurde am 10. Januar 1992 durch das Ministerium des Innern genehmigt.       |

### Flagge
„Die Flagge ist Grün – Weiß – Rot (1:1:1) gestreift und mittig mit dem Stadtwappen belegt.“

### Städtepartnerschaft
Kaltenkirchen in Schleswig-Holstein ist Partnerstadt von Putlitz.

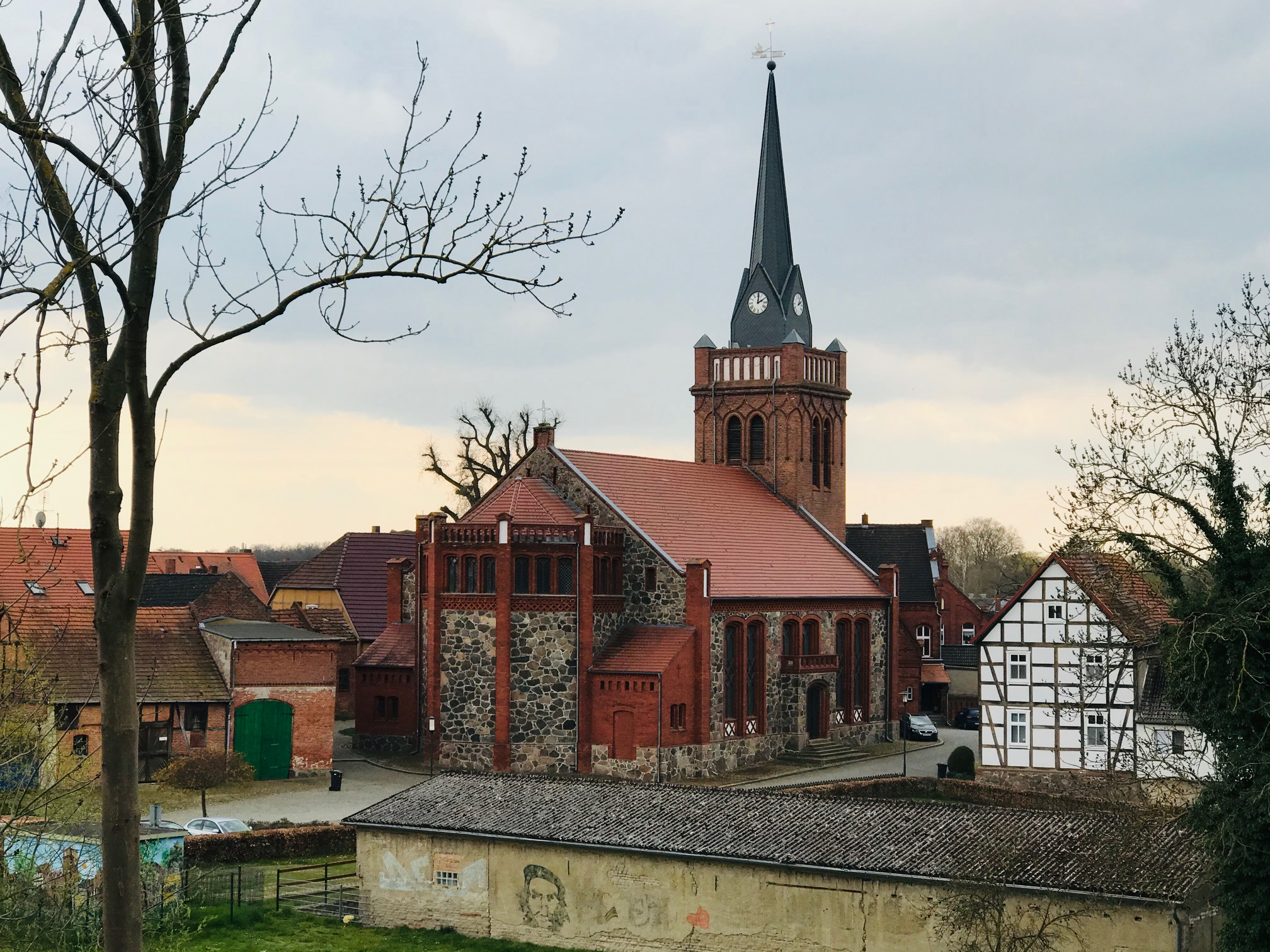
Kirche in Putlitz. Die Kirchturmspitze wurde 2006 erneuert.

## Sehenswürdigkeiten und Kultur

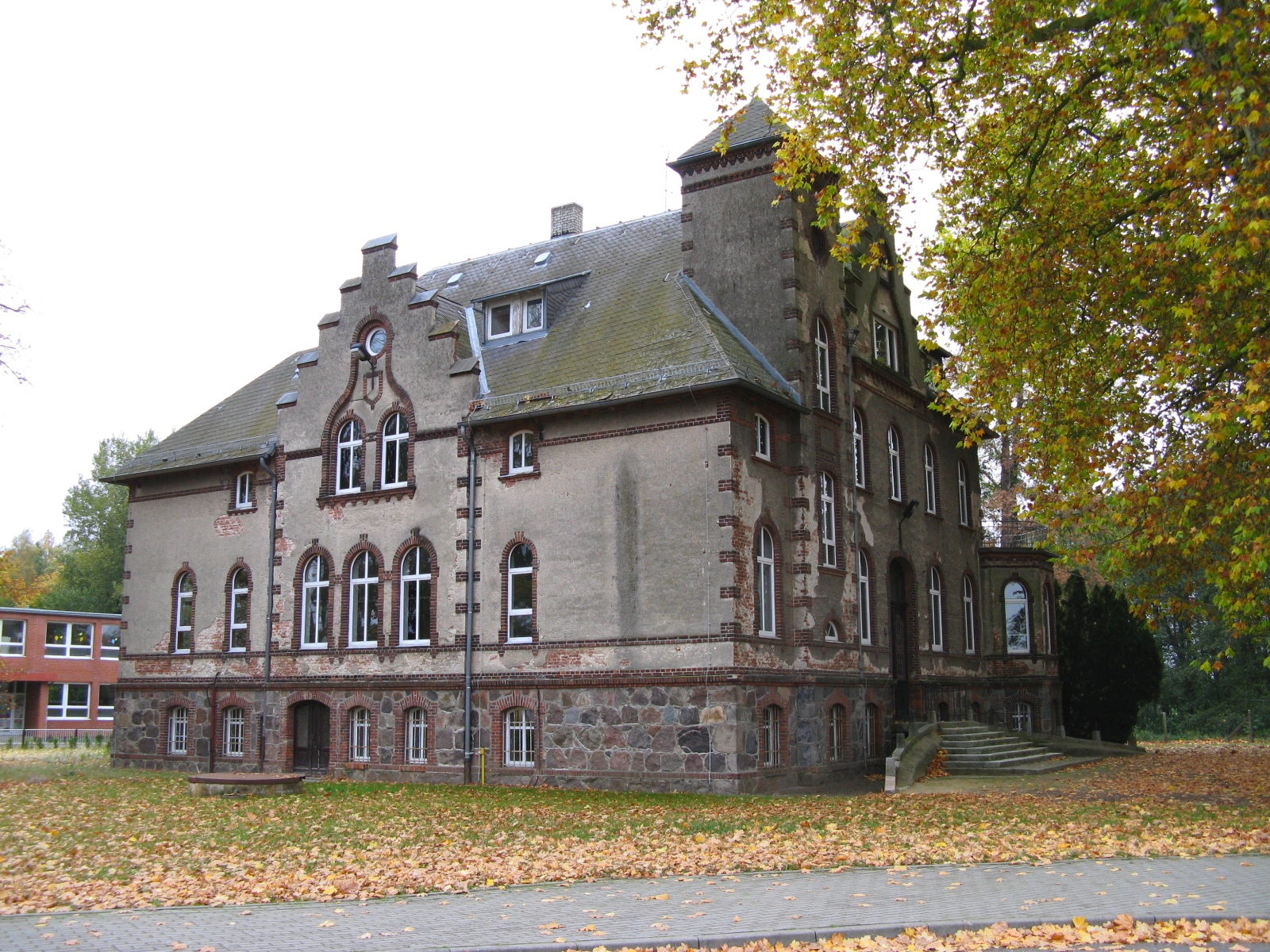
Herrenhaus Philippshof

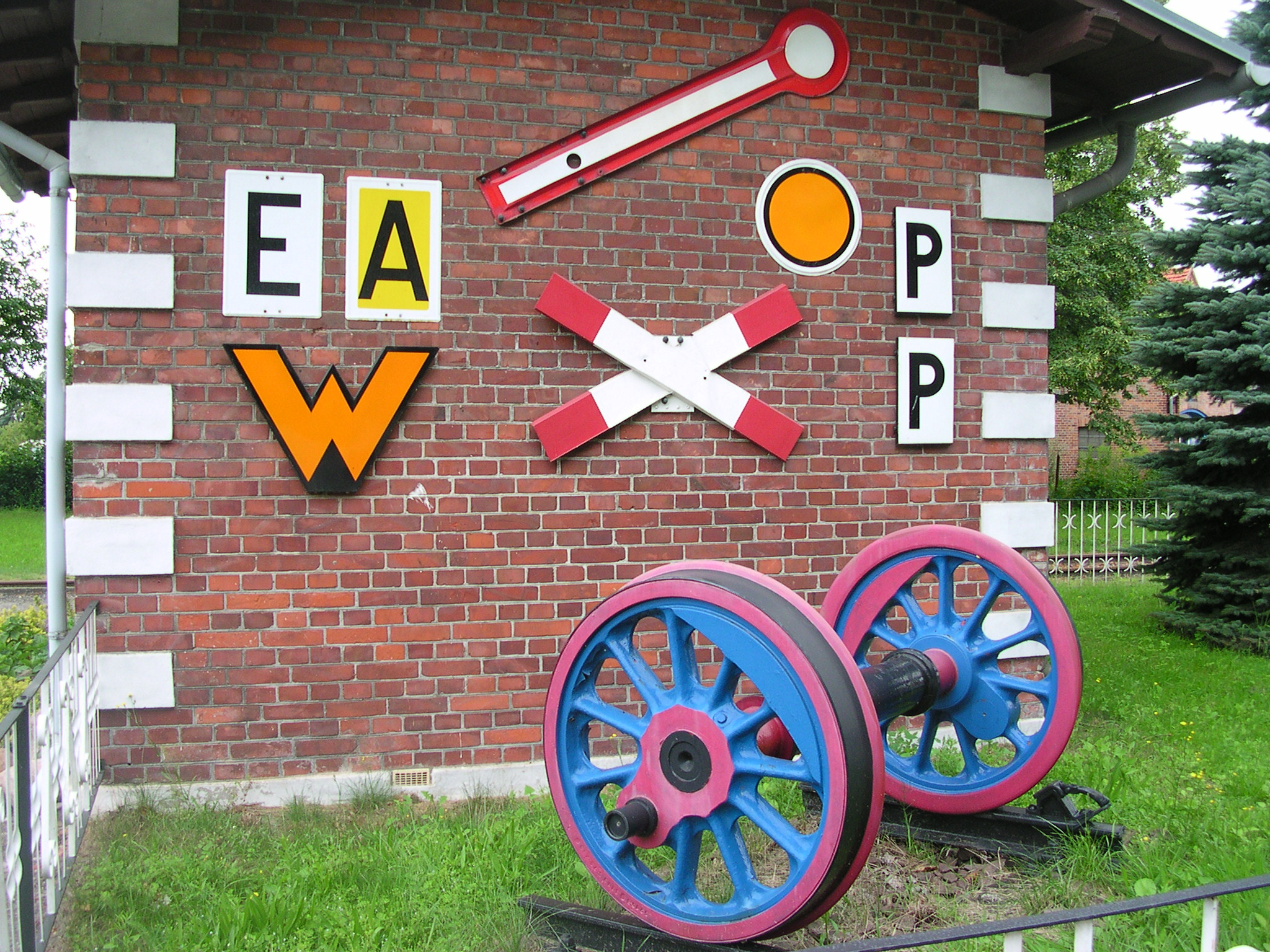
Ehemaliges Schrankenwärterhäuschen am Bahnhof, jetzt Museum

### Bauwerke

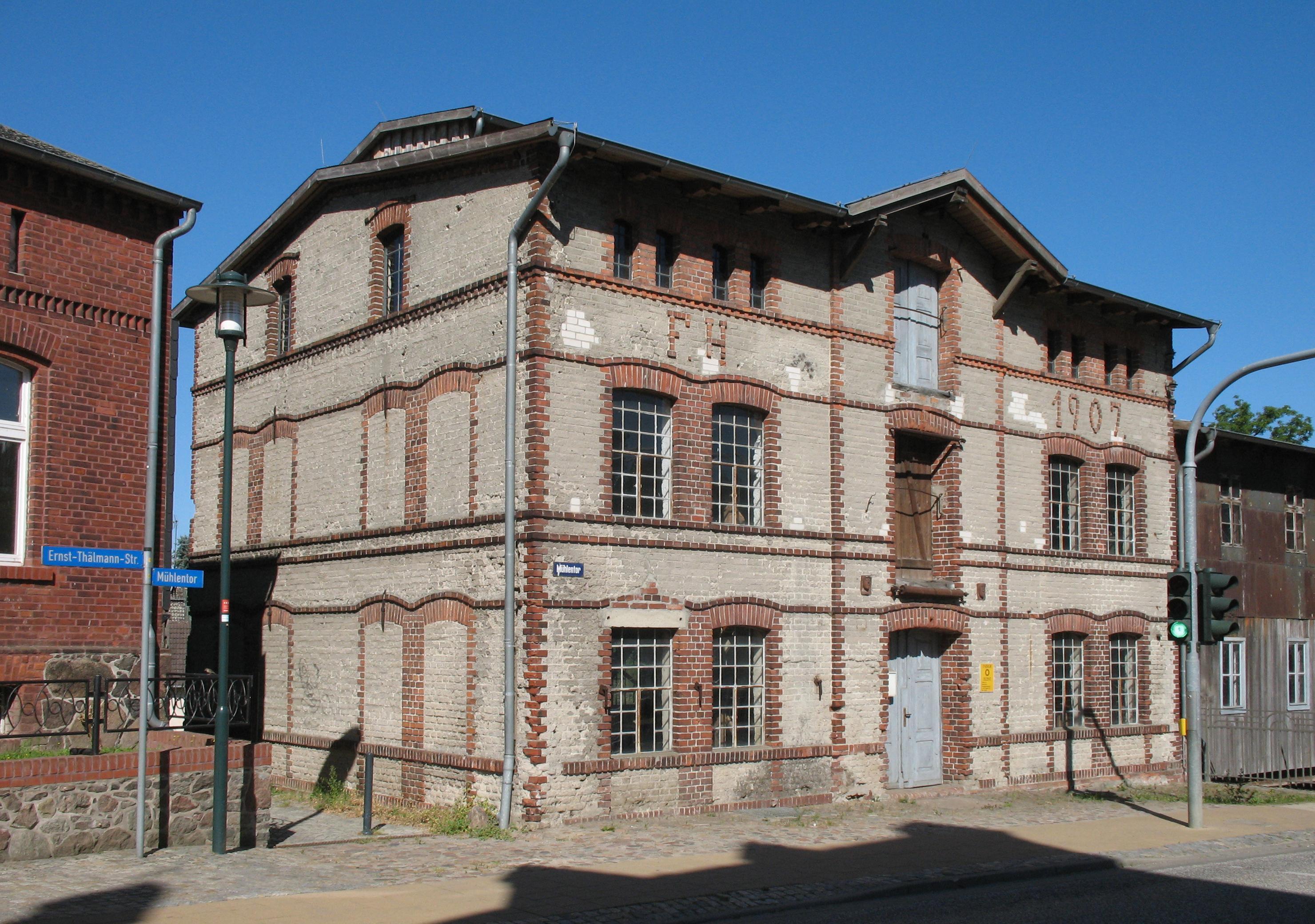
Ehemalige Wassermühle

- Burgruine mit Bergfried und Wallanlage
- Rathausplatz mit Rathaus und Apotheke
- Gutshaus Philippshof
- Gutsanlagen in Laaske und Nettelbeck
- Kuppelgrab Nettelbeck
- Grabdenkmale auf dem Friedhof für britische, indische und polnische Kriegsgefangene, die samt ihrem deutschen Bewacher im April 1945 von SS-Männern erschossen wurden
- Gedenkstein aus dem Jahre 1954 von dem Bildhauer Gerhard Genz vor dem Rathaus in der Ernst-Thälmann-Straße 35 für die Opfer des Faschismus
- siehe auch: Liste der Baudenkmale in Putlitz

### Regelmäßige Veranstaltungen
In Putlitz findet jedes Jahr im Sommer das VooV Festival statt, eines der größten Psytrance/Goa Festivals Europas mit jährlich zwischen 10.000 und 20.000 Besuchern.
Der in Putlitz ansässige Literaturverein 42er Autoren e. V. lobt seit 2005 unter der Schirmherrschaft des Gebhard Gans Edler zu Putlitz jährlich den Putlitzer Preis aus.

## Wirtschaft und Infrastruktur

### Ansässige Unternehmen
Putlitz ist der Sitz der Prignitzer Leasing AG, einer der größten brandenburgischen Leasinggesellschaften, sowie der Enon-Gruppe.

### Verkehr
In Putlitz kreuzen sich die Landesstraßen L 13 zwischen Karstädt und Meyenburg und L 111 zwischen der Autobahnanschlussstelle Suckow an der A 24 und Pritzwalk. Die etwa 5 km entfernte Anschlussstelle Putlitz der A 24 liegt genau in der Mitte der Autobahnstrecke zwischen Berlin und Hamburg.
Putlitz erhielt 1896 Eisenbahnanschluss mit einer Verbindung nach Pritzwalk, die 1912 bis zur Landesgrenze bei Suckow verlängert wurde, wo bis 1945 Anschluss nach Parchim bestand. Im Jahr 1911 wurde eine Bahnstrecke nach Berge eröffnet. Der Verkehr auf den Strecken nach Berge und Suckow wurde 1968 bzw. 1980 eingestellt.
Der Zugverkehr auf der Strecke nach Pritzwalk (Linie PE70 der Prignitzer Eisenbahn GmbH) wurde am 10. Dezember 2006 vom Verkehrsverbund Berlin-Brandenburg abbestellt. Die Einstellung des für den 2007 durch den Putlitz-Pritzwalker Eisenbahnförderverein wieder aufgenommenen Schülerverkehrs auf der Strecke war zunächst für Dezember 2012 geplant. Nachdem sich die Stadt Putlitz bereit erklärte, 10.000 € zur Streckenabsicherung beizusteuern, wurde der Eisenbahnbetrieb der Linie RB 70 bis zum Fahrplanwechsel 2014 verlängert. Letztlich wurde der Eisenbahnverkehr am 29. Juli 2016 eingestellt.

## Persönlichkeiten

### Söhne und Töchter der Stadt
- Hermann Busse (1883–1970), Maler, geboren im Ortsteil Lütkendorf
- Gottfried Benn (1886–1956), Dichter und Essayist, geboren im Ortsteil Mansfeld
- Paul Theodor Hoffmann (1891–1952), Schriftsteller, Archivar und Theaterwissenschaftler
- Wolfgang Gans Edler Herr zu Putlitz (1899–1975), Diplomat, geboren im Ortsteil Laaske
- Georg Erich Griesbach (1902–1943), Lehrer und Jugendschriftsteller
- Robert Gemmel (* 1947), Politiker (SPD)

### Mit Putlitz verbundene Persönlichkeiten
- Hermann Graebke (1833–1909), Heimatschriftsteller, Lehrer in Putlitz
- Kurt Böwe (1929–2000), Schauspieler, lebte im Ortsteil Krumbeck und ist dort begraben, Ehrenbürger der Stadt (1999)
- Jürgen Rennert (* 1943), Schriftsteller, lebt seit 2014 im Ortsteil Krumbeck